# Yvan Fortunel
 (mai 2022).
Yvan Pierre Fortunel (né le 28 juin 1923 à Paleyrac aujourd'hui intégrée au Buisson-de-Cadouin en Dordogne, et mort le 23 février 1990 à Bergerac) est un joueur de football français qui évoluait au poste de défenseur, avant de devenir ensuite entraîneur.

## Biographie

### Carrière de joueur
Sa carrière débute avec le grand club de sa région de l'EF Bergerac, avant de rejoindre les Girondins de Bordeaux en 1945, avec qui il reste deux saisons.
Il part ensuite pour le Toulouse FC en 1947, puis pour l'AS Cannes en 1951.
En 1957, il retourne dans son premier club de l'EF Bergerac pour une dernière saison.

### Carrière d'entraîneur
En 1957, Fortunel est recruté par l'EF Bergerac en tant qu'entraîneur-joueur. Durant cette saison, le club finit invaincu et accède à la Division d'honneur, et remporte la Coupe du Sud-Ouest (actuellement la Coupe d’Aquitaine). Cette saison-là, il accède même aux 32e-de-finale de la Coupe de France en battant Perpignan FC, club de D2. Il reste au club jusqu'en 1970.